# Депутаты областных маслихатов Казахстана IV созыва

## Алматинская область
1. Сыдык Ардак Маутханулы — секретарь
2. Абижанов Алтай Мекенович
3. Ахметжанов Хайролла Касымович
4. Абдрахманов Николай Шаяхметович
5. Атанов Алмас Алдабергенович
6. Бабичев Алексей Яковлевич
7. Балакойшиев Болат Рысбаевич
8. Базарбаев Муратбек Есимкулович
9. Белгибаев Еркен Аубакирович
10. Бирбаев Бекболат Ибраимович
11. Баймуханбетов Базарбай Туралиевич
12. Баядилов Халык Онгарович
13. Горпинич Владимир Константинович
14. Донсебаев Калкаман Жагыпарович
15. Егинбаев Жанайдар Жылкайдарович
16. Зияданов Амантай Зияданович
17. Зульярова Сания Садыковна
18. Искаков Толеухан Искакович
19. Кыстаубаев Абдижапар Огизбаевич
20. Карамшук Иван Тихонович
21. Касанов Усеин Исмиханович
22. Касымов Марат Мусаханович
23. Касымов Сайдахмет
24. Конырбаев Газизхан Нургисаевич
25. Мырзагалиулы Марат
26. Маткава Валерьян Алексеевич
27. Мыкитанов Жамбыл Катаевич
28. Медеуов Есенгельди Омиржанович
29. Мамбеталиев Акжолтай Турдалиевич
30. Нусипов Канатхан
31. Оспанов Турсын Молдагалымович
32. Сакмаров Виктор Васильевич
33. Сабыр Ермек Мухаммедкеримулы
34. Султангазиев Елеусиз
35. Сулейменов Аскар Фазылович
36. Сеитов Айтбай Осербаевич
37. Сидехменов Александр Владимирович
38. Сарпеков Толеу ?умарбекович
39. Туктибаев Оразкелди Беденович
40. Турсынмуратова Бахытгуль Ескендировна
41. Умбетов Мухит Абикенович
42. Умбетова Найля Бейсенбаевна
43. Хильниченко Виктор Петрович
44. Чурегеев Сейдахмет Балтабаевич[1]

## Карагандинская область
1. Абдиров Кадырбек Сагашевич
2. Аймагамбетов Асхат Канатович
3. Айтмагамбетова Лязат Баймурзаевна
4. Ан Сергей Валентинович
5. Аширова Мадина Сафарбековна
6. Бадина Юлия Викторовна
7. Баширова Татьяна Павловна
8. Бексултанов Кудайберген Бексултанович
9. Буздалина Ольга Ивановна
10. Буранкулова Сания Нуртасовна
11. Долинский Виктор Иванович
12. Жакишева Бахит Кусаиновна
13. Зорин Борис Викторович
14. Ивченко Геннадий Иванович
15. Ильясов Мурат Куснетдинович
16. Исхаков Бахтияр Серикбаевич
17. Камалиев Мурат Тилеубекович
18. Кошерова Бахыт Нургалиевна
19. Крючков Владимир Алексеевич
20. Лепекоршев Андрей Леонидович
21. Мухтаров Жандил Ахуанович
22. Осин Шамиль Абзалетдинович
23. Оспанова Майра Мажкеновна
24. Оспанов Кабдыгали Нургалиевич
25. Паршенко Александр Андреевич
26. Полевой Николай Григорьевич
27. Рахимбергенов Нурлан Балтабаевич
28. Сарсембаева Евгения Келимовна
29. Сухорукова Наталья Евгеньевна
30. Шульц Андрей Валерьевич[2]

## Восточно-Казахстанская область
1. Адианов Борис Тимофеевич
2. Адилов Жексенбек Макеевич
3. Амиргалиев Ергали Нурсапинович
4. Амурзаков Каипкан Медеуович
5. Ахаев Василий Иванович
6. Ашимов Жанабай
7. Базарбаев Алихан Мурсалимович
8. Байуаков Омарбек Казангапович
9. Балушкин Анатолий Михайлович
10. Битенов Тасболат Кажмуханбетович
11. Дускужанов Асемкан Серканович
12. Дюсекеев Рысбек Медельханович
13. Егизбаев Мурат Кумалбекович
14. Есимбеков Асылбек Омарович
15. Жакиянова Нагима Сапаркановна
16. Зайтенов Ерлан Амирбекович
17. Ибраев Габбас Тукешевич
18. Ибраимов Миржан Мейрамбекович
19. Иванов Виталий Иванович
20. Исабаев Темирбек Кумарбекович
21. Кадыржанов Кайрат Камалович
22. Кажибаев Амангельды
23. Климов Геннадий Борисович
24. Кравцов Владимир Петрович
25. Кузьмин Николай Алексеевич
26. Лабуков Михаил Семенович
27. Меирбаев Атантай
28. Нурасыл Болатбек Икепулы
29. Нурбаев Ержан Ахтанович
30. Нургалиева Кайникамал Нургалиевна
31. Омарханов Бауыржан Сулейменович
32. Оралбаев Темирлан Алтынканович
33. Приходько Юрий Борисович
34. Рахимова Рая Жангалиевна
35. Рахыпбеков Толебай Косиябекович
36. Сандыбаев Нурланбек Болекбаевич
37. Степура Александр Васильевич
38. Тумабаев Мухит
39. Тусупова Нуржан Курмантаевна
40. Тюменцев Александр Николаевич
41. Цхе Виктор Алексеевич
42. Шмурыгин Александр Георгиевич
43. Шубин Михаил Александрович
44. Сидоров Виктор Николаевич
45. Мутанов Галимкаир Мутанович
46. Мамраев Бейбут Баймагамбетович
47. Сыдыков Ерлан Батташевич[3]

## Павлодарская область
1. Абдрахманов Толеген Габбасович
2. Абильшаиков Нариман Бактыбаевич
3. Алекпаров Юсуп Увалиевич
4. Альтаев Канат Мынтаевич
5. Апаханов Багадат Ибрагимович
6. Арын Ерлан Мухтарулы
7. Бабенко Александр Витальевич
8. Белогривый Леонид Анатольевич
9. Гайнулин Раис Харисович
10. Гафуров Ринат Мифтахович
11. Головашов Игорь Иванович
12. Гуськов Анатолий Николаевич
13. Досжанова Гульнара Хайлановна
14. Дюсембаев Бакытриза Куликбаевич
15. Есенжулов Арман Бекетович
16. Игибаева Роза Ержановна
17. Кабурнеев Валерий Иванович
18. Камзин Жумабек Жукенович
19. Касицин Александр Анатольевич
20. Кожабеков Айтмухамбет Борашевич
21. Кузеков Асхат Сайпиевич
22. Нигметжанова  Кульнар Галимбековна
23. Нукенов Кайрат Темиршотович
24. Нуркина Айгуль Кабдушевна
25. Оспанова Айман Каиркеновна
26. Попов Николай Иванович
27. РамазановБулат Муратович
28. Рустамбаев Абдуазим Абдуганиевич
29. Сулейменов Серик Толеугазинович
30. Султанов Темирхан Токбергенович
31. Терентьев Александр Алексеевич
32. Шабрат Николай Петрович[4]